# سونيك فرونتيرز
سونيك فرونتيرز (بالإنجليزية: Sonic Frontiers‎؛ باليابانية: ソニック フロンティア‎، ‏Sonikku Furontia) هي لعبة منصات طورتها سونيك تيم ونشرتها سيجا. هي أول لعبة فيديو من سلسلة القنفذ سونيك تتميز بأسلوب لعب مفتوح وتتبع سونيك وهو يحاول إيقاف تقنية قديمة أطلقها دكتور إغمان. بصفته سونيك، يستكشف اللاعب جزر ستارفال، التي تضم مناطق حيوية مختلفة.
بدأ التطوير بعد إصدار سونيك فورسز (2017). تم إصدار فرونتيرز على إكس بوكس ون وإكس بوكس سيريس إكس وسيريس أس وبلاي ستيشن 4 وبلاي ستيشن 5 ومايكروسوفت ويندوز ونينتندو سويتش في الثامن من نوفمبر 2022.

## أسلوب اللعب

سونيك في عالم اللعبة المفتوح، في جزر ستارفال

سونيك فرونتيرز هي لعبة منصات ثلاثية الأبعاد وأكشن-مغامرات، وأول لعبة فيديو من سلسلة القنفذ سونيك تتميز بعالم مفتوح. بصفته سونيك، يستكشف اللاعب جزر ستارفال، التي تضم مناطق حيوية مختلفة بما في ذلك الحقول المزهرة والغابات والآثار القديمة والصحاري. قارن العديد من الكتاب تصميم العالم المفتوح بذا ليجند أوف زيلدا: بريث أوف ذا وايلد (2017).

## الفرضية
بعد أن فشلت محاولات دكتور إغمان للتحكم في تقنية قديمة، شرع سونيك في إنقاذ أصدقائه ومعرفة الطبيعة الحقيقية للتقنية.

## التطوير
بعد إصدار سونيك فورسز (2017)، بدأت سونيك تيم في استكشاف طرق متعددة للعبة القنفذ سونيك التالية. بالإضافة إلى الاحتفال بالذكرى الثلاثين القادمة للسلسلة، سعت سونيك تيم أيضًا إلى تحديد ما يجب أن تكون عليه لعبة سونيك الحديثة وترسيخ اتجاه السلسلة للعقد القادم. أراد رئيس سونيك تيم ومنتج سلسلة سونيك تاكاشي ايزوكا أن تقوم لعبة سونيك التالية بإبلاغ الألعاب المستقبلية، على غرار الطريقة التي وضعت بها سونيك أدفنشر (1998) نموذجًا استمرت الألعاب التالية في محاكاته لمدة 20 عامًا.
كان التطوير قيد التنفيذ بحلول مارس 2019، وفي ذلك الشهر، فتحت سيجا استطلاع رأي للمساعدة في تحديد «الخطوات التالية» للسلسلة. موريو كيشيموتو، مدير سونيك كولرز (2010)، ولوست ورلد (2013)، وفورسز، يعود إلى فرونتيرز المباشر، بينما كان ساتشيكو كاوامورا ينتج. يقوم إيان فلاينن، الذي كتب قصص القنفذ سونيك المصورة التي نشرتها آرتشي كومكس وآي دي دبليو بابليشينغ وحلقات من سلسلو سونيك بوم التلفزيونية، بكتابة السيناريو.

## التسويق والإصدار
كشفت سيجا النقاب عن مقطع دعائي، تصور سونيك وهو يركض عبر الغابة، في نهاية البث المباشر للذكرى الثلاثين في 27 مايو 2021. لم يعلن عن اسم اللعبة بعد ذلك، ولكن اكتشف البيانات الوصفية للمقطع وبيان صحفي لشركة سيجابعنوان لعبة سونيك راينجرز. وقال ايزوكا في وقت لاحق انه يشعر كان مثار اللعبة قبل الأوان، ولكن يعتقد أنه كان من الضروري نظرا لأنه كان الذكرى 30 وكانت سونيك تيم لم تعلن عن أي لعبة منذ فورسز.
في نوفمبر 2021، قامت سيجا بتسجيل اسم سونيك فرونتيرز كعلامة تجارية، وأنشأت النطاق الفرعي frontiers.sonicthehedgehog.com في الشهر التالي. أعلن عن فرونتيرز في جوائز اللعبة 2021. تم إصدارها في الثامن من نوفمبر عام 2022 لأجهزة إكس بوكس ون وإكس بوكس سيريس إكس وسيريس أس وبلاي ستيشن 4 وبلاي ستيشن 5 ومايكروسوفت ويندوز ونينتندو سويتش.

## وصلات خارجية
- الموقع الرسمي
 (بالإنجليزية)